# Christen Sørensen Longomontanus
Christen Sørensen Longomontanus o Longomontano fue un astrónomo danés, autor de un sistema astronómico que intentó combinar las ideas de Tycho Brahe y de Copérnico.

## Semblanza
Longomontanus nació en Langsvert, Dinamarca, en 1562, hijo de un pobre jornalero. 
Huérfano a los 8 años de edad, quedó a cargo de su tío. Estudió en Viborg, y de allí se trasladó a Copenhague, trabando amistad con Tycho Brahe, de quien fue discípulo y compañero. En 1603 fue nombrado rector de la escuela de Viborg, y en 1605 profesor de matemáticas en la academia de Copenhague, donde murió el año 1647. 
Longomontano adquirió celebridad por su sistema astronómico, en que intentó, aunque vanamente, conciliar los sistemas de Copérnico y Tycho y por sus trabajos en hallar la cuadratura del círculo que no pudo conseguir.

## Publicaciones
Sus principales obras son: 

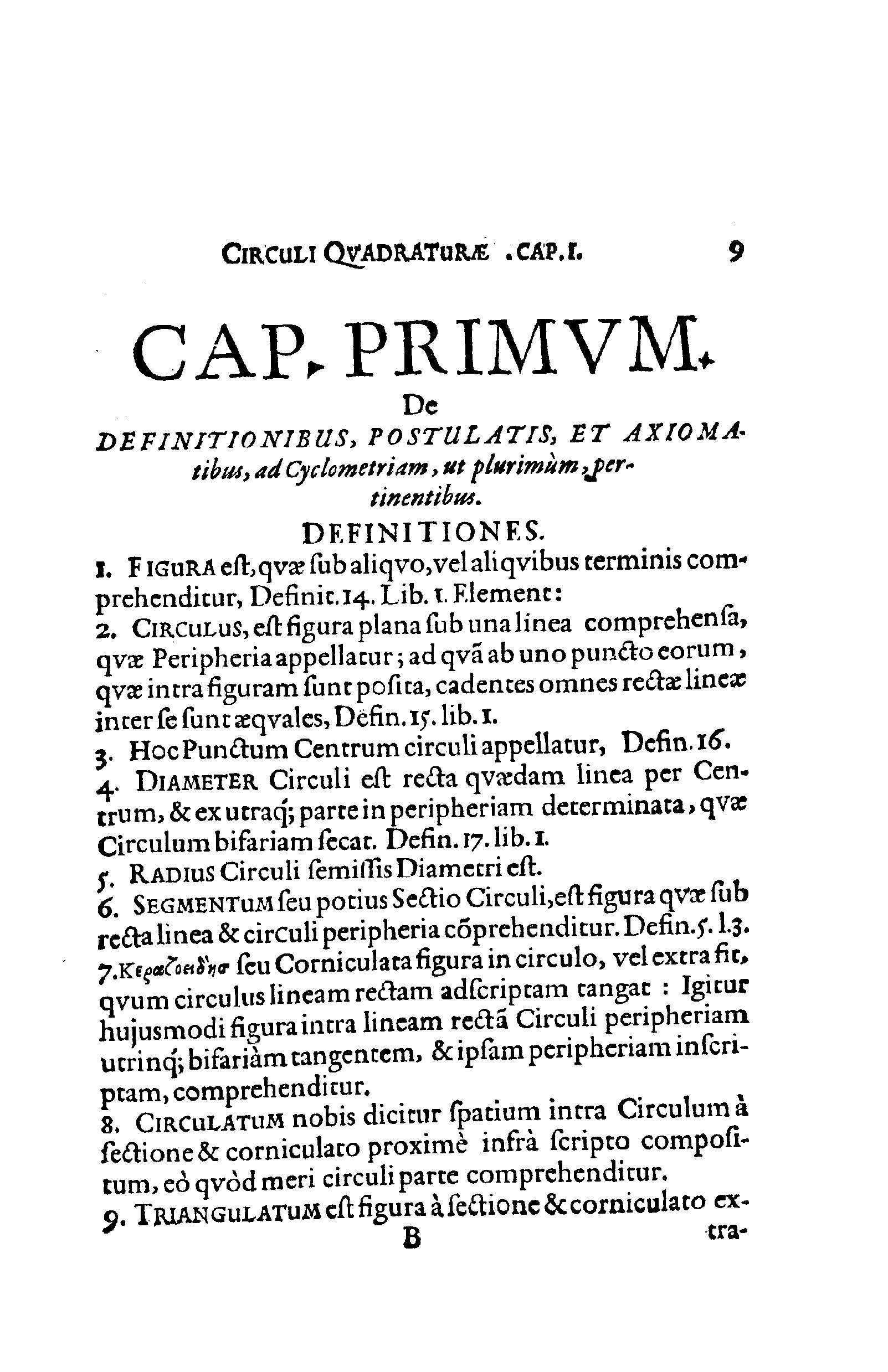
Inventio quadraturae circuli, 1634

- Ciclometería vera, etc., Copenhague, 1612, Hamburgo, 1627, París, 1664, en 4°.
- Pentas problematum phílosophia, Copenhague, 1633, en 4°.
- Inventio quadratura circuli, 1684, en 4°.
- Astronomía danica, Ámsterdam, 1622 , en 4*.

## Eponimia
- El cráter lunar Longomontanus lleva este nombre en su memoria.[1]